# Ruth Baldor
Ruth Baldor (* 1. November 1899 in Grasleben; † 16. November 1988 in Bad Sooden-Allendorf; eigentlich Hedwig Emma Meta Heinrich) war eine deutsche Schauspielerin und Synchronsprecherin.

## Leben
Nach ihrer Schauspielausbildung am Landestheater in Braunschweig, folgten Engagements in Halberstadt, Königsberg, Breslau, Gera, Zürich, Gera, Magdeburg und Hamburg. Nach 1945 war Baldor in Freiburg als freischaffende Schauspieler in tätig, als sie 1951 von Theaterintendant Wolfgang Langhoff für das Deutsche Theater in Ost-Berlin verpflichtet wurde.
Neben ihrer schauspielerischen Tätigkeit auf der Bühne, wirkte sie auch in diversen DEFA und DFF Filmen mit. Ihr damaliger Ehemann, der Schauspieler und DEFA-Regisseur Martin Hellberg führte in einigen ihrer Filme auch die Regie, wie in Die Millionen der Yvette von 1956. Mit dem Bau der Berliner Mauer wurde ihr der Zugang zu den ostdeutschen Filmproduktionsstätten unmöglich gemacht, so dass sich die Darstellerin wieder auf ihre Theatertätigkeit konzentrierte.

## Filmografie (Auswahl)
- 1951: Stacheltier 023: Die Weintraube
- 1952: Das verurteilte Dorf
- 1956: Thomas Müntzer – Ein Film deutscher Geschichte
- 1956: Die Millionen der Yvette
- 1956: Der Hauptmann von Köln
- 1957: Die Leute auf Dangaard
- 1958: Nur eine Frau
- 1959: Maria Stuart (Studioaufzeichnung)
- 1959: Weißes Blut
- 1960: Das Stacheltier: Die Frau seiner Träume
- 1960: Fernsehpitaval: Der Fall Annemarie Haller
- 1960: Moral
- 1963: Der Parasit

## Theater
- 1952: Maxim Gorki: Jegor Bulytschow und die Anderen – Regie: Hans Jungbauer (Deutsches Theater Berlin)
- 1952: Friedrich Schiller: Don Carlos (Olivarez) – Regie: Wolfgang Langhoff (Deutsches Theater Berlin)
- 1953: Konstantin Issajew/Alexander Galitsch: Fernamt …Bitte melden (Kirpitschnikowa) – Regie: Rudolf Wessely (Deutsches Theater Berlin – Kammerspiele)
- 1953: Julius Hays: Der Putenhirt (Gutsbesitzerin) – Regie: Fritz Wendel (Deutsches Theater Berlin – Kammerspiele)
- 1954: Maxim Gorki: Ssomow und Andere (Ssomows Mutter) – Regie: Wolfgang Heinz (Deutsches Theater Berlin)
- 1955: Federico García Lorca: Bernarda Albas Haus (Bernarda Alba) – Regie: Hannes Fischer (Deutsches Theater Berlin – Kammerspiele)
- 1956: Oscar Wilde: Bunbury (Augusta) – Regie: Herwart Grosse (Deutsches Theater Berlin – Kammerspiele)
- 1960: Ludwig Thoma: Moral – Regie: Ernst Kahler (Volksbühne Berlin)
- 1960: Hans Pfeiffer: Zwei Ärzte (Kongreßvorsitzende) – Regie: Thomas Ruschin (Volksbühne Berlin – Theater im 3. Stock)

## Hörspiele
- 1953: Carl Sternheim: Die Kassette (Tante Elsbeth) – Regie: Werner Wieland (Hörspiel – Berliner Rundfunk)
- 1955: Lieselotte Gilles/Gerhard Düngel: Der Doktor der Armen (Prinzessin Ferdinand) – Regie: Willi Porath (Hörspiel – Rundfunk der DDR)
- 1956: Herbert Burgmüller/Manfred Schäffer: Sein Lied war deutsch (Mutter Lortzing) – Regie: Hans Busse (Hörspiel – Rundfunk der DDR)
- 1956: Robert Ardrey: Leuchtfeuer (Anne Kurtz) – Regie: Gerhard Rentzsch (Rundfunk der DDR)
- 1958: Peter Erka: Autos machen Leute (Madame Devivier) – Regie: Werner Wieland  (Rundfunk der DDR)
- 1960: Hans Pfeiffer: Zwei Ärzte (Frau Dr. Weißenberg) – Regie: Richard Hilgert (Kriminalhörspiel – Rundfunk der DDR)
- 2002: Marianne Weil/Stefan Dutt: Legionäre, Guerilleros, Saboteure – Regie: Marianne Weil/Stefan Dutt (Ein sozialistisches Gesamthörspiel (Zusammenschnitt) – DLR)